# Super Remix
Super Remix è un album di remix della cantante italiana Sabrina Salerno.

## Il disco
Pubblicato nel 1990, il disco conteneva i remix delle canzoni più famose della cantante italiana di musica disco ed è stato pubblicato solo in Italia.

## Tracce
1. The Sexy Girl Mix For Boys & Hot Girls – 6:39
2. Doctor's Orders (Extended Remix) – 5:02
3. My Chico (PWL Mix) – 6:10
4. Sex (Remix) – 3:58
5. Like a Yo-Yo (PWL Mix) – 6:30
6. Guys And Dolls (Extended Remix) – 5:06
7. All of Me (Boy Oh Boy) (PWL Remix) – 6:00
8. Gringo (Extended Remix) – 5:00